# Laprairie—Napierville
Pour les articles homonymes, voir Napierville (homonymie), Laprairie (homonymie) et Prairie.
 (février 2015).
Si vous disposez d'ouvrages ou d'articles de référence ou si vous connaissez des sites web de qualité traitant du thème abordé ici, merci de compléter l'article en donnant les références utiles à sa vérifiabilité et en les liant à la section « Notes et références ».
Laprairie—Napierville fut une circonscription électorale fédérale située en Montérégie dans le sud du Québec, représentée de 1896 à 1935.
La circonscription a été créée en 1892 à partir des circonscriptions de Laprairie et de Napierville. Elle fut abolie en 1933 et redistribuée parmi les circonscriptions de Beauharnois—Laprairie et de Saint-Jean—Iberville—Napierville.

## Géographie
La circonscription de Laprairie—Napierville comprenait:
- Les villages de La Prairie, Saint-Rémi et Napierville
- Les paroisses de La Prairie, Saint-Constant, Saint-Isidore, Saint-Jacques-le-Mineur, Saint-Philippe, Saint-Michel-Archange, Saint-Patrice-de-Sherrington, Saint-Édouard, Saint-Cyprien et Saint-Rémi.

En 1903, la réserve de Caughnawaga fut transférée de la circonscription de Châteauguay à Laprairie—Napierville.

## Députés
1. 1896-1904 — Dominique Monet, Libéral
2. 1904-1929 — Roch Lanctôt, Libéral
3. 1929¹-1935 — Vincent Dupuis, Libéral

- ¹ = Élection partielle